# Beate Fredanov
Beate (Friedmann) Fredanov (n. 11 mai 1913, Cernăuți – d. 13 martie 1997, Düsseldorf) a fost o actriță și profesoară de actorie din România, de origine evreiască.

## Biografie
Provenea dintr-o familie evreiască din Basarabia.
A absolvit Academia de Muzică și Artă Dramatică din Viena, promoția 1933.
Profesoară la Institutul de Artă Teatrală și Cinematografică.
A fost căsătorită cu doctorul Iuliu Ghelerter (1903–1967).

## Filmografie
- Fii cuminte, Cristofor! (TV) / (1967) - secretara Victoria Sava
- Trecătoarele iubiri (1974)
- Bietul Ioanide (1980) - Carabelichioaia

## Distincții
- titlul de Artist Emerit al Republicii Populare Române (28 aprilie 1951)[7]
- Medalia „A cincea aniversare a Republicii Populare Române” (24 decembrie 1952) „pentru lupta și munca duse în vederea făuririi, consolidării și prosperării Republicii Populare Române”[8]
- Ordinul Muncii clasa a III-a (13 octombrie 1953) pentru contribuția sa la „munca de pregătire și desfășurare a celui de-al IV-lea Festival Mondial al Tineretului și Studenților pentru Pace și Prietenie⁠(d)”[9]
- Ordinul Muncii clasa a II-a (25 decembrie 1957) „cu prilejul împlinirii a zece ani de activitate a Teatrului Municipal din București, pentru merite deosebite în activitatea artistică”[10]
- Ordinul „23 August” clasa a IV-a (12 august 1959) „pentru activitate rodnică în dezvoltarea științei și culturii din Republica Populară Romînă”[11]
- Medalia „40 de ani de la înființarea Partidului Comunist din Romînia” (6 mai 1961) „pentru merite în activitatea de partid și întărirea regimului democrat-popular”[12]
- Ordinul „Meritul Cultural” clasa a III-a (6 noiembrie 1967) „pentru merite deosebite în domeniul artei dramatice”[13]
- Ordinul „23 August” clasa a II-a (4 mai 1971) „cu prilejul aniversării a 50 de ani de la constituirea Partidului Comunist Român, [...] pentru activitate îndelungată în mișcarea muncitorească și merite deosebite în opera de construire a socialismului”[14]

## Mărturii
Sebastian Papaiani își amintea: Profesoara mea, Beate Fredanov, era foarte pedantă în a-ți vorbi. Avea o metodă pedagogică foarte bună, nu lucra cu toți studenții, ci cu individul. După firea fiecăruia, schimba și ea metodele de lucru.
Virgil Ogășanu își amintește de Beate Fredanov, care „avea școala germană, era foarte exigentă” și impunea în teatru „o disciplină creatoare, fără de care nu se poate face absolut nimic”.